# Чикора (Пенсільванія)
Чикора (англ. Chicora) — місто (англ. borough) в США, в окрузі Батлер штату Пенсільванія. Населення — 916 осіб (2020).

## Географія
Чикора розташована за координатами 40°57′9″ пн. ш. 79°44′21″ зх. д. / 40.95250° пн. ш. 79.73917° зх. д. (40.952507, -79.739050).  За даними Бюро перепису населення США в 2010 році місто мало площу 1,38 км², з яких 1,38 км² — суходіл та 0,00 км² — водойми.

## Демографія
Згідно з переписом 2010 року, у селищі мешкали 1043 особи в 440 домогосподарствах у складі 287 родин. Густота населення становила 756 осіб/км².  Було 483 помешкання (350/км²).
Расовий склад населення:
| - 98,9 % — білих - 0,3 % — азіатів - 0,2 % — чорних або афроамериканців |

До двох чи більше рас належало 0,5 %. Частка іспаномовних становила 0,4 % від усіх жителів.
За віковим діапазоном населення розподілялося таким чином: 24,1 % — особи молодші 18 років, 55,4 % — особи у віці 18—64 років, 20,5 % — особи у віці 65 років та старші. Медіана віку мешканця становила 41,3 року. На 100 осіб жіночої статі у селищі припадало 90,0 чоловіків;  на 100 жінок у віці від 18 років та старших — 86,8 чоловіків також старших 18 років.
Середній дохід на одне домашнє господарство  становив 57 197 доларів США (медіана — 44 318), а середній дохід на одну сім'ю — 70 909 доларів (медіана — 62 292). Медіана доходів становила 54 500 доларів для чоловіків та 29 306 доларів для жінок. За межею бідності перебувало 10,5 % осіб, у тому числі 9,3 % дітей у віці до 18 років та 3,8 % осіб у віці 65 років та старших.
Цивільне працевлаштоване населення становило 398 осіб. Основні галузі зайнятості: освіта, охорона здоров'я та соціальна допомога — 27,9 %, виробництво — 16,1 %, роздрібна торгівля — 15,3 %.